# Івін Борис Іванович
Борис Іванович Івін (нар. 1909, Санкт-Петербург, Російська імперія — пом. 1942, Ленінград, СРСР) — радянський футболіст і тренер, виступав на позиції нападника або півзахисника.

## Життєпис
Дитинство Бориса Івіна пройшло у дачному селищі під Санкт-Петербургом (нині мікрорайон Шувалово-Озерки). Захоплювався футболом, важкою атлетикою, лижами та стрибками з трампліну. Серйозно грати у футбол почав у команді Виборзького району у першості Ленінграда. З липня 1929 року виступав за другий склад збірної міста. 1930 року грав за збірну СРСР, став її капітаном.
На початку 1930-х Івін перейшов у команду заводу «Червоний Виборжець», де виділявся великими організаторськими здібностями, що призвело до конфлікту, і на початку 1934 року Івін перейшов у команду ЛМЗ «Сталінець». Туди він запросив групу сильних футболістів, сам став тренером та капітаном команди, багатьма фахівцями вважався одним із найкращих хавбеків СРСР. На початку сезону 1938 року в команді стався конфлікт із головним тренером Петром Філіпповим, який подав у відставку, і виконувачем обов'язків тренера був призначений Борис Івін. Домашній матч 4 червня з московським «Спартаком» «Сталінець» програв 0:4, і команду прийняв Костянтин Єгоров. У червні 1940 року «Зеніт» знову очолив Філіппов, а Івін пішов з команди, але залишився працювати на ЛМЗ.
Кількість зіграних за «Сталінець»/«Зеніт» поєдинків та забитих м'ячів відповідно до різних джерел різне:
- 55 матчів, 7 голів у групі «А» (1938—40), понад 20 матчів, 3 голи у групі «Б» (1936—37).
- 69 матчів (55 — у чемпіонаті, 14 — у кубку СРСР), 8 голів (7 — у чемпіонаті та 1 — у кубку СРСР)[3].
- 87 матчів (55 — у чемпіонаті, 14 — у кубку СРСР та 18 у групі «Б»), 8 голів (7 (1 — з пенальті) у чемпіонаті та 1 у кубку СРСР)[4].
- 56 матчів, 7 голів у групі «А».

Загинув на початку 1942 року, намагаючись затримати злочинця у військовому Ленінграді.

## Досягнення
- Кубок СРСР
  -  Фіналіст (1): 1939